# Rebbachisauridae
Rebbachisauridae ('lagartos cortadores de relva') é uma família de dinossauros da superfamília Diplodocoidea do Cretáceo Inferior da América do Sul, África e Europa. Eles eram os diplodocóides mais especializados.

## Gêneros
- Amazonsaurus: Cretáceo do Brasil.[3]
- Cathartesaura: Cenomaniano da Argentina.[4]
- Comahuesaurus: Cretáceo da Argentina.[5]
- Demandasaurus: Barremiano-Aptiano da Espanha.[6]
- Histriasaurus: Cretáceo da Croácia.[7]
- Limaysaurus: Apatiano-Albiano da Argentina.[8]
- Nigersaurus: Albiano ou Aptiano do Níger.[9]
- Nopcsaspondylus: Cretáceo da Argentina.[10]
- Rayososaurus: Cretáceo Inferior da Argentina.[11]
- Rebbachisaurus: Cretáceo do Marrocos, Tunísia, Argélia e Níger.[12]
- Tataouinea: Albiano da Tunísia.[13]
- Zapalasaurus: Cretáceo Inferior da Argentina.[14]
- Rayososaurus: Cretáceo Inferior da Argentina.[2]